# Fredrik Rosencrantz
Fredrik Jakob Tage Ulfstand Rosencrantz (26 de octubre de 1879-15 de abril de 1957) fue un jinete sueco que compitió en la modalidad de salto ecuestre. Participó en los Juegos Olímpicos de Estocolmo 1912, obteniendo una medalla de oro en la prueba por equipos.

## Palmarés internacional
| Juegos Olímpicos | Juegos Olímpicos   | Juegos Olímpicos | Juegos Olímpicos |
| Año              | Lugar              | Medalla          | Categoría        |
| ---------------- | ------------------ | ---------------- | ---------------- |
| 1912             | Estocolmo (Suecia) | Medalla de oro   | Por equipos      |